# Неоклассический балет

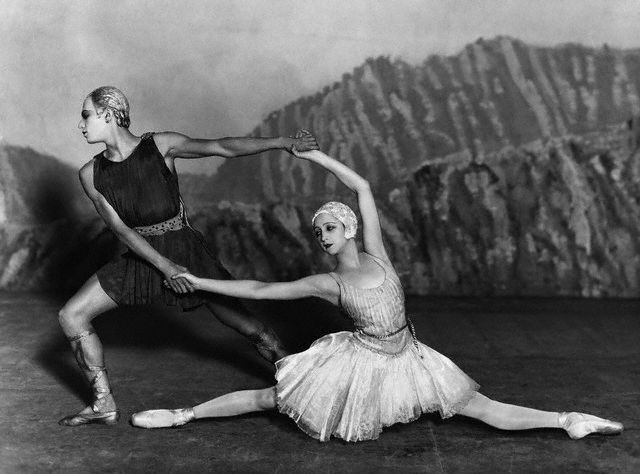
Александра Данилова и Серж Лифарь в балете Апполон, 1928

Неоклассический балет это стиль классического балета 20-го века, примером которого являются произведения Джорджа Баланчина. Термин «неоклассический балет» появляется в 1920-х годах в «Русских балетах» Сергея Дягилева в ответ на излишества романтизма и постромантического модернизма. Он опирается на передовую технику русского имперского танца 19-го века, но лишает его подробного повествования и тяжелой театральной обстановки, сохраняя многие ключевые приемы, такие как техника пуантов.

## Хореографы и их работы
Хотя большая часть работ Баланчина олицетворяла этот жанр, некоторые хореографы, такие как британцы Фредерик Эштон и Кеннет Макмиллан, также были великими неоклассическими хореографами.
Джордж Баланчин
Аполлон (1928)
Блудный сын (1929)
Серенада (1934)
Концерт барокко (1941)
Симфония до мажор (1947)
Агон (1957)
Драгоценности (1967)
Серж Лифарь
Les Créatures de Prométhée (1929)
Le Spectre de la rose (1931)
L'Après-midi d'un faune (1935)
Икар (1935)
Иштар (1941)
Сюита в белом (1943)
Фредерик Эштон
Симфонические вариации (1946)
Золушка (1948)
Сильвия (1952)
Ромео и Джульетта (1956)
Ундина (1958)
La Fille Mal Gardee (1960)
Мечта (1964)
Ролан Пети
Молодой человек и смерть (1946)
Кармен (1949)
Нотр-Дам де Пари (1965)
Пруст, или перебои в сердце (1974)
Клавиго (1999)
Кеннет Макмиллан
Ромео и Джульетта (1965)
Анастасия (1967)
История Манон (1974)
Джером Роббинс
Танцы на собрании (1969)
Джон Крэнко
Онегин (1965)
Укрощение строптивой (1969)